# Epibellowia pacifica
Epibellowia pacifica är en spindelart som först beskrevs av Kirill Yeskov och Yuri M. Marusik 1992.  Epibellowia pacifica ingår i släktet Epibellowia och familjen täckvävarspindlar. Inga underarter finns listade i Catalogue of Life.